# Phytocoris denticulatus
Phytocoris denticulatus är en insektsart som beskrevs av Stonedahl 1995. Phytocoris denticulatus ingår i släktet Phytocoris och familjen ängsskinnbaggar. Inga underarter finns listade i Catalogue of Life.